# Фред Отт. Чихание
«Фред Отт. Чихание» (англ. Edison Kinetoscopic Record of a Sneeze) — немой короткометражный фильм Уильяма Диксона.

## Описание
Старейшая из хранящихся в библиотеке Конгресса кинолент. На ней запечатлён чихающий Фред Отт, работавший у Эдисона киномехаником. Премьера состоялась в США 9 января 1894 года.
Фред Отт вдыхает порошок и чихает. Съёмки проводились в 1893 году в студии «Чёрная Мария», расположенной в Вест-Оранже, штат Нью-Джерси. Ролик считается первым в истории, имеющим зарегистрированные авторские права, обладателем которых является Уильям Диксон.

## В ролях
- Фред Отт — чихающий человек